# Выборы губернатора штата Нью-Йорк (1804)
Выборы губернатора Нью-Йорка состоялись в апреле 1804 года для избрания губернатора и вице-губернатора Нью-Йорка. Они проходили во время сецессионистского кризиса, когда штаты Новой Англии были недовольны присоединением Луизианы и обсуждали возможность выхода из состава Союза. Позиция штата Нью-Йорк могла иметь решающее значение в этом вопросе. Кандидатами в губернаторы были Морган Льюис, противник сецессии, и вице-президент США Аарон Бёрр. Во время выборов 1800 года Бёрр испортил отношения с президентом Джефферсоном, и понимал, что в случае перевыборов Джефферсона его сместят с поста вице-президента и это будет концом его политической карьеры. Чтобы спасти карьеру, он решил попытаться стать губернатором Нью-Йорка. Бёрр был сторонником сецесси Новой Англии и, вероятно, расчитывал стать президентом нового государства в случае сецессии. Решительным противником кандидатуры Бёрра был президент Джефферсон и его сторонники в республиканской партии, а так же Александр Гамильтон, который считал Бёрра аморальным и беспринципным человеком. Бёрр проиграл выборы (что поставило точку в сецессионистском кризисе) и приписал это интригам Гамильтона. Возникшее напряжение между Бёрром и Гамильтоном привело к их дуэли в июле того года и гибели Гамильтона.

## Кандидаты
Демократическо-республиканской партией были выдвинуты бывший генеральный прокурор Нью-Йорка Морган Льюис на пост губернатора и сенатор Нью-Йорка Джон Брум на пост вице-губернатора.
Федералистами был поддержан действующий вице-президент США Аарон Бёрр на пост губернатора и Оливер Фелпс на пост вице-губернатора.

## Результаты
| Кандидат      | Кандидат      | Партия                                | Голосов | %      |
| ------------- | ------------- | ------------------------------------- | ------- | ------ |
|               | Морган Льюис  | Демократическо-республиканская партия | 30 829  | 58,20% |
|               | Аарон Бёрр    | Демократическо-республиканская партия | 22 139  | 41,80% |
| Всего голосов | Всего голосов | 52 968                                | 100,00% |        |

## Последствия
Обвиняя Гамильтона в своих поражениях в 1801 и 1804 годах, Бёрр обвинил Гамильтона в клеветнической кампании, основанной на преднамеренном распространении его личных высказываний. Гамильтон отказался признать обвинение, но принял его, когда Бёрр вызвал его на дуэль. 11 июля 1804 года Бёрр и Гамильтон встретились в Уихокене, штат Нью-Джерси; когда был дан сигнал, Берр мгновенно выстрелил, ранив Гамильтона в грудь. Он скончался тридцать один час спустя.
Смерть Гамильтона положила конец политическому будущему Бёрра в Нью-Йорке и ослабила и без того слабеющую Федералистскую партию. Бёрр покинул Нью-Йорк, отправившись на американский Запад, но был арестован в 1807 году по обвинению в государственной измене за участие в предполагаемом заговоре с целью возглавить сепаратистское движение. После оправдания Бёрр отправился в добровольное изгнание в Европу, а затем вернулся в Нью-Йорк, чтобы посвятить остаток жизни адвокатской деятельности. После смерти Гамильтона и отстранения Бёрра от дел семьи Клинтонов и Ливингстонов рассчитывали на безраздельный контроль над политикой штата после 1804 года.